# 1733
| [ Edytuj tabelę ]              | |
| Król Polski                    | - 1709 August II Mocny 1733 - 1733 Stanisław Leszczyński 1736 - 1733 August III Sas 1763                                                                        |
| Współksiążęta Andory           | - 1714 Simeó de Guinda y Apéztegui 1737 - 1715 Ludwik XV 1774                                                                                                   |
| Elektor Bawarii                | - 1726 Karol Albert 1745 |
| Sułtan Brunei                  | - 1730 Muhammad Alauddin 1745 |
| Cesarz Chin                    | - 1722 Yongzheng 1735 |
| Król Czech                     | - 1711 Karol VI Habsburg 1740 |
| Król Danii                     | - 1730 Chrystian VI 1746 |
| Dalajlama                      | - 1708 Kelzang Gjaco 1757 |
| Cesarz Etiopii                 | - 1730 Ijasu II 1755 |
| Król Francji                   | - 1715 Ludwik XV 1774 |
| Król Hiszpanii                 | - 1724 Filip V 1746 |
| Landgraf Hesji-Kassel          | - 1730 Fryderyk I Heski 1751 |
| Stadhouder Holandii            | - 1702 drugi okres bez stadhoudera 1747 |
| Szach Iranu                    | - 1732 Abbas III 1736 |
| Państwo Wielkich Mogołów       | - 1720 Mohammed Szah 1748 |
| Król Irlandii                  | - 1727 Jerzy II Hanowerski 1760 |
| Cesarz Japonii                 | - 1709 Nakamikado 1735 |
| Kalif                          | - 1703 Ahmed III 1736 |
| Patriarcha Konstantynopola     | - 1732 Jeremiasz III 1733 - 1733 Serafim I 1734 |
| Władca Korei                   | - 1724 Yŏngjo 1776 |
| Książę Kurlandii i Semigalii   | - 1731 Ferdynand Kettler 1737 |
| Książę Liechtensteinu          | - 1732 Józef Wacław 1745 |
| Sułtan Maroka                  | - 1729 Abdullah ibn Ismail 1734 |
| Książę Monako                  | - 1731 Jakub I 1733 - 1733 Honoriusz III 1793 |
| Król Nawarry                   | - 1710 Ludwik XV 1774 |
| Król Norwegii                  | - 1730 Chrystian VI 1746 |
| Sułtan Omanu                   | - 1728 Sajf II ibn Sultan 1743 |
| Elektor Palatynatu             | - 1716 Karol III Filip 1742 |
| Papież                         | - 1730 Klemens XII 1740 |
| Książę Parmy i Piacenzy        | - 1731 Karol I 1735 |
| Król Portugalii                | - 1706 Jan V 1750 |
| Król w Prusach                 | - 1713 Fryderyk Wilhelm I 1740 |
| Car Rosji                      | - 1730 Anna 1740 |
| Cesarz Rzymski (niemiecki)     | - 1711 Karol VI Habsburg 1740 |
| Kapitanowie Regenci San Marino | - 1732 Valerio Maccioni Vincenzo Moracci 1733 - 1733 Francesco Maria Belluzzi Giovanni Maria Giangi 1733 - 1733 Giovanni Paolo Valloni Giovanni Maria Beni 1734 |
| Elektor Saksonii               | - 1694 Fryderyk August I (król Polski) 1733 - 1733 Fryderyk August II (król Polski) 1763                                                                        |
| Król Sardynii                  | - 1730 Karol Emanuel III 1773 |
| Król Szwecji                   | - 1720 Fryderyk I Heski 1751 |
| Król Tajlandii                 | - 1709 Tai Sa 1733 - 1733 Boromma Kot 1758 |
| Sułtan Turków                  | - 1730 Mahmud I 1754 |
| Doża Wenecji                   | - 1732 Carlo Ruzzini 1735 |
| Król Węgier                    | - 1711 Karol III 1740 |
| Monarcha Wielkiej Brytanii     | - 1727 Jerzy II 1760 |
| Premier Wielkiej Brytanii      | - 1721 Robert Walpole 1742 |

Rok 1733 / MDCCXXXIII
stulecia: XVII wiek ~
XVIII wiek ~
XIX wiek

lata: 1723 «
1728 «
1729 «
1730 «
1731 «
1732 «
1733
» 1734
» 1735
» 1736
» 1737
» 1738
» 1743

## Wydarzenia w Polsce
- 1 lutego – koniec rządów Augusta II, w Dreźnie zmarł August II Mocny król Polski, wielki książę litewski.
- 13 maja – z terenu Polski widoczne było całkowite zaćmienie Słońca.
- 22 maja – Sejm konwokacyjny przyjął uchwałę o wykluczeniu kandydatur cudzoziemców do korony polskiej, oraz pozbawił tzw. innowierców praw politycznych, dostępu do urzędów i funkcji poselskich.
- 11 sierpnia
  - nastąpiła zbrojna interwencja Rosji, która wspierana przez dyplomację Austrii i Saksonii, wprowadziła od strony Kurlandii do Polski 32 000 żołnierzy.
  - z Warszawy na Wawel wyruszył transport z ekshumowanymi zwłokami Jana i Marii Sobieskich i Augusta II Mocnego.
- 12 września – na sejmie elekcyjnym w Warszawie na Woli, 13 000 szlachty obwołało ponownie królem Stanisława Leszczyńskiego, który przyjechał na elekcję z Francji.
- 5 października – we wsi Kamion, 3000 stronników saskich pod osłoną rosyjskiego korpusu generała Piotra Lacy'ego ogłosiło królem Augusta III.
- 10 października – Ludwik XV Burbon wypowiedział wojnę Austrii. Rozpoczyna się wojna o sukcesję polską.
- 3 grudnia - konfederacja opatowska
- Od 1733-1763 rządy Augusta III Sasa.
- Łukasz Michał Głogowski podpisał pacta conventa Stanisława Leszczyńskiego

## Wydarzenia na świecie
- 12 lutego – założono miasto Savannah w Georgii.
- 10 października – Francja wypowiedziała wojnę Austrii. Rozpoczęła się wojna o sukcesję polską.
- 7 listopada – Eskurial: podpisano sojusz francusko-hiszpański, zwany paktem familijnym.
- 29 grudnia - Mediolan zdobyty przez siły francusko-sabaudzkie (wojna o sukcesję polską).
- Założenie Georgii, ostatniej z 13 kolonii.
- Konsekracja kościoła św. Piotra w Wiedniu, jednej z bardziej znanych świątyń barokowych w Austrii.
- Francesco Algarotti napisał poczytną książkę pt. „Newtonanizm dla pań” (Newtonianismo per le dame).

## Zdarzenia astronomiczne
- 13 maja — całkowite zaćmienie Słońca, widoczne w Polsce[1].

## Urodzili się
- 29 stycznia - Franciszek Sułkowski, polski książę, polityk, dowódca wojskowy (zm. 1812)
- 2 marca - Stanisław Brzostowski, polski szlachcic, pułkownik, polityk (zm. 1769)
- 5 kwietnia – Wilhelm Antoni Delfaut, francuski jezuita, męczennik, błogosławiony katolicki (zm. 1792)
- 25 maja – Franciszek Belamain, francuski jezuita, męczennik, błogosławiony katolicki (zm. 1792)
- 5 września – Christoph Martin Wieland, niemiecki pisarz (zm. 1813)
- 14 września – Franciszek Ludwik Hébert, francuski duchowny katolicki, męczennik, błogosławiony (zm. 1792)
- 18 września - George Read, amerykański prawnik, polityk, sygnatariusz Konstytucji USA (zm. 1798)
- 20 października – Adam Tadeusz Naruszewicz, polski jezuita biskup, nadworny historyk i poeta, dramatopisarz i tłumacz (zm. 1796)
- 20 listopada - Philip John Schuyler, amerykański wojskowy, przedsiębiorca, polityk, senator ze stanu Nowy Jork (zm. 1804)
- 15 grudnia - Samuel Johnston, amerykański polityk, senator ze stanu Karolina Północna (zm. 1816)

## Zmarli
- 1 lutego – August II Mocny, król Polski w latach 1697–1706, 1710–1733 (ur. 1670)

## Święta ruchome
- Tłusty czwartek: 12 lutego
- Ostatki: 17 lutego
- Popielec: 18 lutego
- Niedziela Palmowa: 29 marca
- Wielki Czwartek: 2 kwietnia
- Wielki Piątek: 3 kwietnia
- Wielka Sobota: 4 kwietnia
- Wielkanoc: 5 kwietnia
- Poniedziałek Wielkanocny: 6 kwietnia
- Wniebowstąpienie Pańskie: 14 maja
- Zesłanie Ducha Świętego: 24 maja
- Boże Ciało: 4 czerwca.